# Caño Central
Caño Central je rijeka u Venezueli. Ulijeva se jezero Valencia (endoreički bazen).